# スフミ・バブシャラ空港
スフミ・バブシャラ空港 (IATA: SUI, ICAO: UGSS)、別名ウラジスラフ・アルジンバ=スフミ国際空港はドランダの村のバブシャラの村に位置するアブハジアの主となる空港。以前はスフミ・ドランダ空港と呼ばれていた。アブハジア自治共和国の首都スフミからは約20キロメートル (12 mi)離れている。

## 歴史
スフミ・バブシャラ空港はソビエト連邦だったころの1960年代の半ばに作られた。当時はソビエト中からアブハジアへの旅客輸送の国内線としての用途のみに用いられたが、1990年代初頭に勃発したグルジア内戦によって破壊された。しかし、地雷除去活動を行うアブハジアの団体であるHALO Trustによって地雷と爆発性戦争残存物は取り除かれている。
空港は現在、Pskhuの山村へのフライトと、ロシア空軍のフライトに利用されている。
2006年、アブハジア自治共和国政府は将来的に、国際空港としようとしているが、ICAOからは国際空港としての設備として認められていない。
グダウタの近くにも他の空港があるが、ロシア軍のためのものである。
2011年7月、ロシアのNovaport社がスフミ・バブシャラ空港を引き継いだ。